# Maurice Moucheraud
Maurice Moucheraud   (Potangis, 28 de juliol de 1933 - Èx-los-Bens, 13 de gener de 2020) va ser un ciclista francès, que fou professional entre 1957 i 1961. Anteriorment, com a ciclista amateur, va prendre part en els Jocs Olímpics de Melbourne de 1956, en què guanyà una medalla d'or en la prova de ruta per equips. Formà equip amb Michel Vermeulin i Arnaud Geyre.

## Palmarès
- 1956
  -  Campió olímpic en la ruta per equips
- 1957
  - Vencedor d'una etapa al Tour de l'Oise

### Resultats al Tour de França
- 1958. Abandona (19a etapa)